# Морозов, Николай Давидович
Никола́й Дави́дович Моро́зов (в эмиграции — Никола́й Дави́дович Фрост; 1873, Москва — 3 января 1931, Аргентина) — русский предприниматель, купец и промышленник. Один из директоров Богородско-Глуховской мануфактуры. Владелец усадьбы Льялово, носившее в его период владения название «Морозовка».

## Биография
Николай Давидович Морозов родился в Москве в 1873 году.

### Образование
В 1886 году 13-летний Николай поступил в Александровское коммерческое училище, которое окончил в 1893 году с золотой медалью.
Для ознакомления с современным состоянием хлопчатобумажной промышленности Н. Д. Морозов отправился в Англию — мировой центр текстильной промышленности. Он вступил в профсоюз британских текстильщиков, чтобы увидеть изнутри отношения между промышленниками и рабочими. После подробного ознакомления с технологической цепочкой — от рынков сырья, через производство и биржевые операции к рынкам сбыта — Н. Д. Морозов вернулся в Россию с целью применить здесь свои знания.

### Предпринимательская деятельность
Когда Давид Морозов скончался в 1896 году, на посту владельца Богородско-Глуховской мануфактуры его сменил сын Николай Морозов, который срочно вернулся из трёхгодичной зарубежной командировки.
Став коммерческим директором мануфактуры и проанализировав договоры с предприятиями-поставщиками, банковские счета и обстановку на бирже, Н. Д. Морозов понял, что Московский биржевой комитет (МБК) играет важнейшую роль в развитии предпринимательства, и был делегирован директоратом Глуховской мануфактуры в его состав. Через некоторое время членом МБК был избран и его младший брат Иван Морозов.
В 1906 году приобрёл бывшее имение Белосельских-Белозерских Льялово на Клязьме. Позднее за этой усадьбой закрепилось название «Морозовка».
В 1910 году Прядильно-ткацкий комитет по обработке хлопка Московской биржи во главе с Николаем Морозовым назначил Николая Морозова официальным представителем в Постоянный международный комитет Международной федерации ассоциаций бумагопрядильных и ткацких фабрикантов. Он же возглавил делегацию на Международный конгресс прядильщиков и ткачей в Брюсселе, который состоялся в том же году.
В Московском биржевом комитете Н. Д. Морозов сознательно избегал различных председательских и секретарских должностей. Однако с его мнением считались: по большей части ему удавалось аргументированно отстаивать свою точку зрения и склонить к ней большинство членов МБК.
В Азовско-Донском банке удачно приобрёл акции Л. Кнопа. С помощью Н. Д. Морозова компания купила в Петербурге фабрику Бэка, которая изготавливала тонкие номера пряжи, и с 1911 года начала вырабатывать в Глухове «изящные» изделия для городского населения, конкурировавшие с заграничными.

### При советской власти
В 1918 году, после Октябрьской революции, Н. Д. Морозов эмигрировал; в России остался его младший брат Иван. До этого в ноябре 1917 года генерал Лавр Корнилов подошёл к Петербургу с предложением жертвовать в пользу создающихся вокруг него организаций для борьбы с большевизмом. Среди 12 русских финансистов Петербурга и Москвы был как раз Иван Морозов. Однако в итоге денег Корнилов от финансистов так и не получил.
Братья разделили деловые функции своей семьи: более тесно связанный с политической оппозицией советскому режиму Николай был вынужден продолжать торговлю за границей, в то время как младшему брату Ивану, не участвовавшему в политических интригах, пришлось присмотреться и заняться внутренними торговыми делами в стране.
В 1921 году в стране была провозглашена новая экономическая политика и вскоре бывшие фабриканты-текстильщики образовали торгово-промышленное объединение «Серпуховской государственный текстильный трест». Видную роль в нём играли ставленники Морозовых. В. И. Чердынцев (до 1917 года директор Богородско-Глуховской мануфактуры) был избран председателем треста, а членом совета директоров был Иван Давидович Морозов.
В 1922 году, когда стало ясно, что власть большевиков не намерена рушиться в ближайшие дни, при Торгпроме возник тайный совет, целью которого была организация борьбы с советской властью. Советская разведка быстро обнаружила этот тайный совет и его связи с нэпманами, особенно с Серпуховским трестом. Было принято решение расследовать торговые махинации треста. В 1923 году чекисты Московского ГПУ после ряда обысков в конторе Серпуховского треста и частных конторах обнаружили «чёрную бухгалтерию», бесспорно доказывающую перекачку крупных сумм денег из государственного сектора в частные кошельки. В марте 1923 года чекисты обнаружили связь Серпуховского треста с зарубежными странами: пять сотрудников треста получили «за услуги» 42 фунта стерлингов, а через несколько недель ещё 30 фунтов стерлингов.
Дело о тресте слушалось в Московском ревтрибунале весной 1925 года. В итоге В. И. Чердынцев был приговорён к расстрелу (заменён на 10 лет заключения), а Н. Д. Морозов был приговорён к 10 годам лишения свободы.
После ареста младшего брата Николай Давидович отказался от политических «игр», ликвидировал все свои торговые дела и переехал в Аргентину, сменив фамилию на Фрост. Там он и скончался в 1931 году.

## Семья и личная жизнь
- Дед (по отцовской линии) — Иван Захарович Морозов (29 мая 1823 — 10 января 1888[1]), владелец и единоличный директор Богородско-Глуховской мануфактуры; богородский первой гильдии купец, глава компании и старообрядческим деятель Рогожской общины. Владение и директорат предприятия унаследовали его сыновья и племянники. Был женат на Олимпиаде Петровне (1828—1915), в браке с которой имел 17 детей (некоторые из них умерли во младенчестве). Сыновья: Маркел, Василий, Николай, Давид, Арсений; дочери: Елена, Мария, Юлия, Фелицата, Елизавета и Апполинария.
- Дядя — Арсений Иванович Морозов (23 февраля 1850—1932[1]).
- Отец — Давид Иванович Морозов (1849 — 15 мая 1896), купец первой гильдии, коммерции советник и владелец Богородско-Глуховской мануфактуры. В 1880 году Московское биржевое общество приняло решение об учреждении Александровского коммерческого училища. В его создании принимали активное участие представители разных ветвей клана Морозовых, в том числе Д. И. Морозов. Строил железную дорогу на Богородск — Глухово, издавал газеты: «Голос Москвы», «Русское дело» и «Русское обозрение»[1].
- Мать — Анна Михайловна Морозова (умерла 28 сентября 1909)[1].
- Младший брат — Иван Давидович Морозов. В 1896 году поступил в Александровское училище и окончил его в 1900 году со степенью кандидата коммерции.
- Жена — Елена Владимировна (урожд. Чибисова). Николай Морозов приходился ей троюродным племянником. Пара не имела детей[1].

## Оценка
Павел Бурышкин в своей книге «Москва купеческая» назвал Николая Давидовича Морозова одной из самых примечательных фигур на московском торгово-промышленном горизонте, который «был своего рода душой дела, к голосу его прислушивались и с мнением его считались», а также дал следующее описание:
Николай Давыдович Морозов был подлинно душой всей деятельности Биржевого комитета за последние 10-15 лет. Это был довольно своеобразный человек, являвший сочетание старой старообрядческой косности и углубленной, западной, вернее английской, культуры. В Англии он долго жил, учился фабричному искусству, сохранил с этой страной тесную связь, любил все английское и считался англичанином. Редко когда он занимал какое-либо крупное общественное место, но это не мешало ему, будучи рядовым выборным, решающим образом влиять на ход дел.